# Petita Taca Vermella

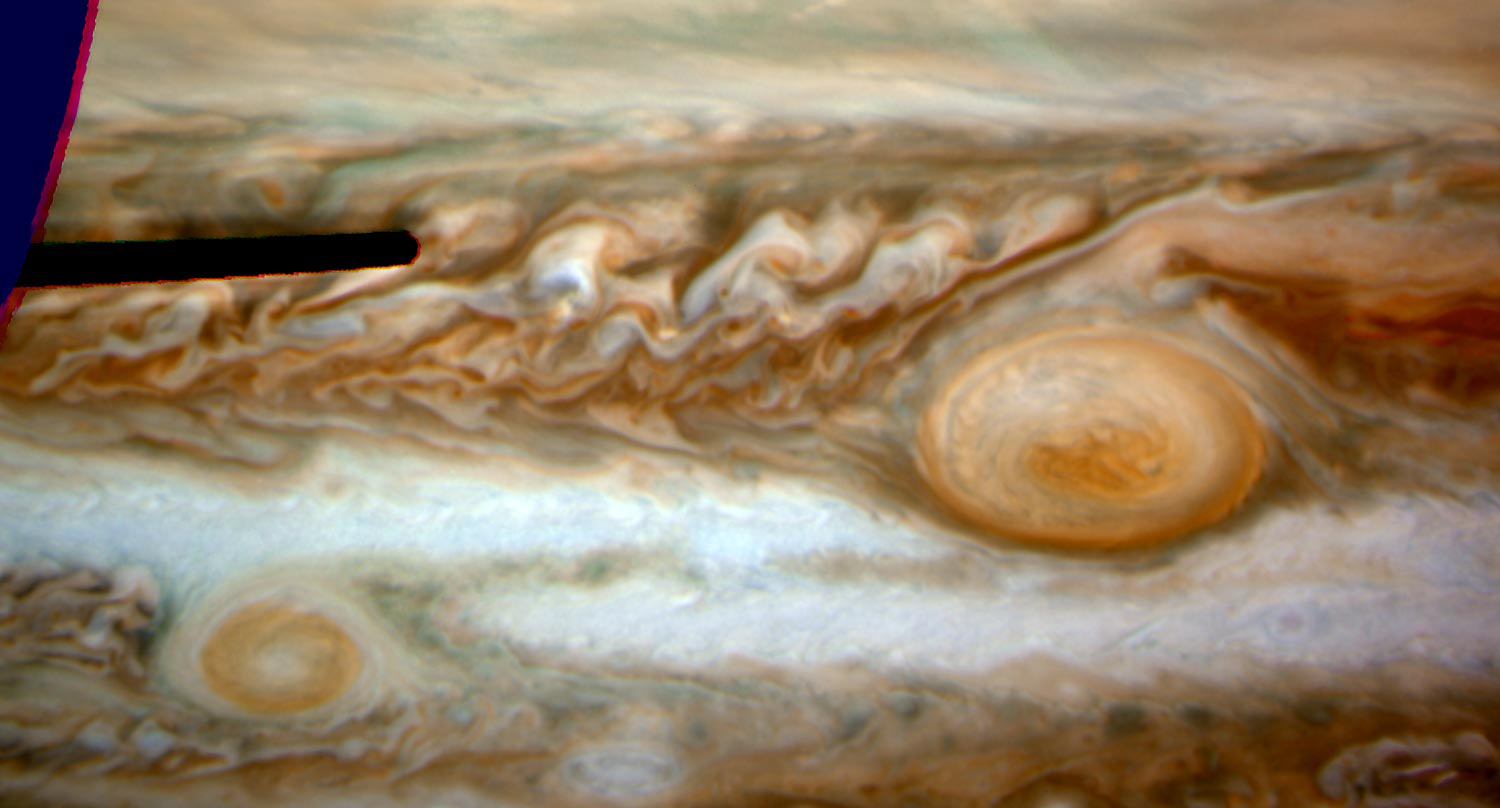
La Petita Taca vermella (a baix, a l'esquerra) i la Gran Taca Vermella (centre, a la dreta).

La Petita Taca Vermella o Oval BA és una enorme tempesta en l'atmosfera de Júpiter, que va aparèixer el 2006 al costat de la Gran Taca Vermella. Es tracta del segon vòrtex més gran de Júpiter després de la Gran Taca Vermella, i és l'equivalent en les latituds temperades del planeta. Amb la Gran Taca Vermella comparteix la rotació antihorària (anticiclònica, ja que es troba a l'hemisfera austral), el fet de ser brillant en la banda d'absorció del metà a 890 mm (la qual cosa significa que els seus núvols són d'altitud elevada) i la coloració vermellosa. La taca està situada a la zona temperada sud de Júpiter.

## Història

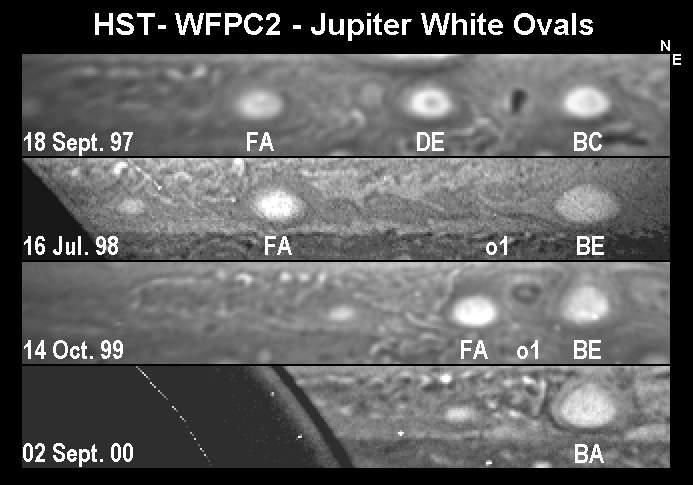
Formació de l'Oval BA a partir dels tres ovals blancs FA, BC i DE.

La Petita Taca Vermella apargué al començament de 2006, i es formà a partir de la fusió de tres grans ovals blancs, l'Oval FA, el BC i el DE. La formació d'aquestes tres taques es remunta a 1939, quan la zona temperada sud es dividí en tres seccions per unes zones fosques. L'astrònom Elmer J. Reese les anomenà zones fosques AB, CD i EF. Les divisions s'allargaren i es reduïren els segments restants de la zona temperada a tres ovals FA, BC i DE. Poc després de la seva formació, els tres ovals cobrien uns
90° de longitud però s'acostaren ràpidament durant el primer decenni; la seva extensió s'estabilitzà al voltant dels 10° de longitud el 1965. Tot i que provenien de la zona temperada sud, pujaren cap al nord i s'integraren al cinturó temperat sud. De manera anàloga a la gran taca vermella, la seva circulació fou confinada per dos corrents en jet de sentit oposat al nord i al sud, un dirigint-se de l'est al nord i l'altre retrògrad de l'oest al sud.
El moviment longitudinal dels ovals semblava estar influenciat per la posició de Júpiter a la seva òrbita (més ràpida a l'afeli) i per la proximitat a la gran taca vermella (accelerant fins a situar-se vap als 50° de la taca). Globalement, l'evolució de la posició dels ovals tendia a la desacceleració, amb una disminució de mitjana entre el 1940 i el 1990.
Els tres ovals es fusionaren en un de sol entre els anys 1998 i 2000 donant lloc a un únic oval blanc anomenat Oval Blanc BA, el color va evolucionar cap als mateixos tons que la taca vermella al començament de 2006. La coloració vermellosa de les dues taques podria ser deguda als gasos de l'atmosfera interior del planeta que s'eleven a l'atmosfera i pateixen la interacció de la radiació solar. Mesures en l'infraroig suggereixen que les dues taques estan elevades, per sobre dels núvols principals. El pas per tant d'Oval Blanc a taca vermella podria ser un símptoma que la tempesta està guanyant força. El 8 d'abril de 2006, la Càmera de Seguiment Avançat del Telescopi Espacial Hubble prengué noves imatges de la jove tempesta. D'aquestes imatges es desprèn que l'Oval BA s'intensifica. La velocitat dels vents arriben als 650 km/h, és a dir, la de la gran taca vermella, la seva mida actual és com la de la Terra.